# FLUSH
「FLUSH」（フラッシュ）は、宇都宮隆が2000年5月24日にリリースした9枚目のシングル。

## 解説
約2年ぶりとなるシングル。アニメ『モンスターファーム〜伝説への道〜』の2話以降のオープニングテーマとしてタイアップされ、「Be Truth」は同アニメの2話以降のエンディングテーマとしてタイアップされている。
前年より再始動したTM NETWORKと同じレーベルTRUE KiSS DiSCからリリースされた。しかし本作リリースの2か月後にRojam Entertainmentへ移籍となったため、TRUE KiSS DiSCレーベルでは唯一の作品となった。

## 収録曲
| 全作曲・編曲: MASAKI。 |                              |                    |            |      |
| #                      | タイトル                     | 作詞               | 作曲・編曲 | 時間 |
| 1.                     | 「FLUSH」                    | 渡邉美佳、藤井美穂 | MASAKI     | 4:38 |
| 2.                     | 「Be Truth」                 | 渡邉美佳           | MASAKI     | 5:05 |
| 3.                     | 「FLUSH (fresh mix)」        |                    | MASAKI     | 4:38 |
| 4.                     | 「Be Truth (Instrumental) 」 |                    | MASAKI     | 5:03 |
| 合計時間:              | 合計時間:                    | 合計時間:          | 19:24      |      |

## 収録アルバム
- WHITE ROOM (#1,#2、2曲ともAlbum Version)
- TAKASHI UTSUNOMIYA THE BEST 2000-2004 (#1,#2)
- TAKASHI UTSUNOMIYA ORIGINAL SINGLES 1992-2003 (#1,#2,#3)
- mile stone (#1)